# Conor Ferguson
Conor Ferguson (11 de octubre de 1999) es un deportista irlandés que compite en natación. Ganó una medalla de plata en el Campeonato Mundial Junior de Natación de 2017, en la prueba de 100 m espalda.